# Assumpta Serna
Maria Assumpció Rodés Serna, más conocida como Assumpta Serna (Barcelona, 16 de septiembre de 1957), es una actriz y profesora de interpretación cinematográfica española de trayectoria internacional. Assumpta Serna ha vivido en Barcelona, Paris, Nueva York, Los Ángeles, Londres, Buenos Aires y Madrid. Ocasionalmente en más de un sitio a la vez y a menudo haciendo casa en cualquier hotel al que la llevó su profesión de actriz.
Desde hace 43 años ha recibido más de 25 premios internacionales como actriz por sus 115 películas y 47 personajes en TV... 27 personajes protagonistas, en 6 idiomas distintos.
Ha actuado en 20 países con directores de prestigio como Pedro Almodóvar, Jorge Grau, Carlos Saura, Pilar Miró, Pedro Olea, Scott McGehee, Sam Fuller, David Siegel, Andrew Fleming, Oliver Hirschbiegel o M. Luisa Bemberg y con productores como Elías Querejeta, Terry Gilliam, Michael Mann y Tom Fontana y con actores como Mickey Rourke, Rutger Hauer, F. Murray Abraham, Antonio Banderas, Joseph Gordon Levitt, Ray Winstone, Helena Bonham Carter, Will Patton, Max Von Sydow.
En 2019 volvió al teatro con la ópera El canto general de M. Theodorakis en Bruselas, dirigida por Daniel Lipnik. En 2020 actuó en el musical La Canción de Ipanema, en Barcelona.
En 2021, se exhibió en festivales de cine Expansivas, una coproducción argentino-española, y el film de producción estadounidense He matado a mi marido de Francisco Lupini Basagoiti, rodado en los Ángeles, para Amazon. También ese año rodó La Sirvienta con el director Pablo Moreno, siendo la cuarta vez que trabajan juntos. La primera película fue en 2018, cuando actuó como una heroica monja francesa en Red de libertad.

## Biografía
Estudió Derecho y se formó artísticamente en el Instituto del Teatro, entrando en contacto con la escena independiente catalana de los primeros años de la democracia. Maneja con fluidez los idiomas catalán, castellano, inglés, italiano, francés y portugués.
El 5 de mayo de 1982 se casó con el actor extremeño Carlos Tristancho, sin embargo la pareja se divorció el 15 de agosto de 1985. Salió con el conocido actor Patrick Bauchau (luego cuñado de Brigitte Bardot). Más tarde Assumpta se casó con el actor Scott Cleverdon el 14 de mayo de 1994.

## Carrera
Más conocida por su nombre artístico "Assumpta Serna", participó en el exitoso montaje de Antaviana junto a Dagoll Dagom. En 1978 debutó en el cine cuando interpretó a Montse en la película La orgía, de Francesc Bellmunt.
Más tarde se muda a Madrid y cambia su apellido artístico; poco después en 1981
destaca en la película Dulces horas, de Carlos Saura, donde interpreta dos personajes, a Berta y Teresa por el que le conceden premios como mejor actriz. En 1986 logra consolidar su popularidad tras protagonizar la película Matador, de Pedro Almodóvar, donde da vida a María Cardenal.
Gracias al conocimiento de varios idiomas Assumpta accede a producciones de cine y televisivas de distintos países de Europa donde interpreta a la religiosa mexicana Juana Inés de la Cruz; Nostradamus de (Roger Christian, 1994); Jóvenes y brujas (The Craft, de Andrew Fleming, 1996), con Neve Campbell y Fairuza Balk; Kiss & tell (Jordan Alan, 1996), entre otras.
Ha participado en múltiples series de televisión tanto en España como en el extranjero. Seguramente su trabajo más sonado en este ámbito En 1993 interpreta a Teresa en Sharpe (1993) y más tarde en el 2003 interpreta a la reina de Inglaterra y primera esposa del rey Enrique VIII, Catalina de Aragón, en la película para televisión Henry VIII de la BBC. En esta producción trabajó junto a Ray Winstone.
Assumpta participó en la exitosa telecomedia Aquí no hay quien viva (2005-2006) y en 90-60-90, diario secreto de una adolescente (2009). En 2011 apareció en la serie Borgia donde interpretó a Vannozza dei Cattanei, la amante de Rodrigo Borgia, papa Alejandro VI y madre de sus cuatro hijos, César, Lucrecia, Juan y Jofre. La serie fue distribuida en Netflix y en Francia, Alemania e Italia, y se rodó en los Estudios Barrandov.
Entre sus trabajos en el cine español se encuentra El crimen de Cuenca, de Pilar Miró (1980); Extramuros, de Miguel Picazo; Lola, de Bigas Luna (1986); El maestro de esgrima, de Pedro Olea (1992); Como un relámpago, de Miguel Hermoso (1996); Trash, de Carles Torras (2009).
Además de su labor como docente en el Centro Profesional de la Fundación First Team, Assumpta ha escrito dos libros sobre técnicas de interpretación, El trabajo del actor de cine y Monólogos en V.O. También ha sido presidenta de AISGE y participó con un equipo de juristas en la elaboración del Código de Buenas Prácticas del Actor en el Audiovisual.

## Filmografía seleccionada

### Series de televisión
| Año       | Título                                      | Personaje             | País           | Notas                              |
| --------- | ------------------------------------------- | --------------------- | -------------- | ---------------------------------- |
| 2014-2017 | El crac                                     | Kitti Fullola         | España         | 10 episodios                       |
| 2013      | Tierra de lobos                             | Duquesa de Gózquez    | España         | 9 episodios                        |
| 2011-2014 | Borgia                                      | Vannozza dei Cattanei | Francia        | 21 episodios                       |
| 2009      | 90-60-90. Diario secreto de una adolescente | Chantal Casares       | España         | 9 episodios                        |
| 2007-2008 | Hermanos y detectives                       | Miranda Perdiguera    | España         | 2 episodios                        |
| 2008      | Herederos                                   | Elisa                 | España         | episodio "Mónica"                  |
| 2008      | Il commissario De Luca                      | Silvia Alfieri        | Italia         | episodio "Carta Bianca"            |
| 2005-2006 | Aquí no hay quien viva                      | Marta Puig Llorenç    | España         | 16 episodios                       |
| 2002      | The Agency                                  | Michelle Balcer       | Estados Unidos | episodio "French Kiss"             |
| 2001      | Paraíso                                     | Alicia                | España         | episodio "La ballena varada"       |
| 2001      | Estudio 1                                   | Cesonia               | España         | episodio "Calígula"                |
| 1993      | Para Elisa                                  | Natalia               | España         |                                    |
| 1993      | Un día volveré                              | Virginia Klein        | España         | -                                  |
| 1988      | Crime Story                                 | María Flores          | Estados Unidos | episodio "Pursuit"                 |
| 1986      | Las aventuras de Pepe Carvalho (TV)         | Clara                 | España         | episodio "El caso de la gogo girl" |
| 1983      | Un encargo original                         | -                     | España         | episodio "La llave de oro"         |

## Premios y nominaciones
| Año  | Título                                                | Personaje                 | País           | Director                             | Género                      | Duración |
| ---- | ----------------------------------------------------- | ------------------------- | -------------- | ------------------------------------ | --------------------------- | -------- |
| 2023 | La sirvienta                                          |                           | España         | Pablo Moreno                         | Drama, biografía            | 1h 51 m  |
| 2021 | Petra de San José                                     | Condesa de Corbos         | España         | Pablo Moreno                         | Drama, biografía            | 1h 42min |
| 2020 | Expansivas                                            | Irene                     | Argentina      | Ramiro García Bogliano               |                             | 1h 35min |
| 2019 | He matado a mi marido                                 | Berta                     | Estados Unidos | Francisco Lupini Basagoiti           | Crimen/ Comedia             | 1h 42 m  |
| 2018 | Bernarda                                              | Bernarda                  | España         | Emilio R. Barrachina, Emilio J. Ruiz | Drama                       | 1h 38 m  |
| 2017 | Red de Libertad                                       | Helena Studler            | España         | Pablo Moreno                         | Drama                       | 1h 59 m  |
| 2011 | Atrapats                                              | María                     | España         | Farren Blackburn                     | Thriller Policiaco          | 1h 30 m  |
| 2011 | El asesino a sueldo                                   | Sra. Kaplan               | España         | Salomón Shang                        | Acción/Suspense             | 1h 36 m  |
| 2010 | Luz (cortometraje)                                    | Aurora                    | España         | Pablo Aragües                        | Terror                      | 14 m     |
| 2010 | Champagne Supernova (cortometraje)                    | Elena                     | España         | Fernando Jover                       | Drama                       | 14 m     |
| 2009 | Un si beau voyage                                     | Pilar                     | Túnez          | Khaled Ghorbal                       | Drama                       | 2h 17 m  |
| 2009 | Trash                                                 | Carmen                    | España         | Joan Ginard                          | Drama                       | 1h 31 m  |
| 2009 | Uncertainty                                           | Sylvia                    | Estados Unidos | Scott McGehee, David Siegel          | Drama/ Independiente        | 1h 41 m  |
| 2005 | Don Quichotte ou Les mésaventuresd'un homme en colère | La mujer del Toboso       | Francia        | Jacques Deschamps                    | Comedia/ Drama              | 1h 30 m  |
| 2005 | The Piano Tuner of Earthquakes                        | Assumpta                  | Reino Unido    | Timothy Quay, Stephen Quay           | Fantasía/Romance            | 1h 39 m  |
| 2003 | Teresa, Teresa                                        | Presentadora              | España         | Rafael Gordon                        | Drama Religioso             | 1h 39 m  |
| 2001 | Nana                                                  | Sabine Muffat             | Francia        | Edouard Molinaro                     | Drama                       | 3h       |
| 2000 | Bullfighter                                           | Ahandra/Allison           | Estados Unidos | Rune Bendixen                        | Acción/ Fantástico/ Western | 1h 30 m  |
| 1999 | Pourquoi pas moi                                      | Diane                     | Francia        | Stéphane Giusti                      | Comedia                     | 1h 36 m  |
| 1998 | Subjúdice                                             | Irene                     | España         | Josep Maria Forn                     | Intriga                     | 1h 38 m  |
| 1996 | Como un relámpago                                     | Sonia                     | España         | Miguel Hermoso                       | Drama                       | 1h 45 m  |
| 1996 | Jóvenes y brujas                                      | Lirio                     | Estados Unidos | Andrew Fleming                       | Terror/Fantasía             | 1h 41 m  |
| 1995 | Desafío final                                         | Marta                     | Estados Unidos | Ted Kotcheff                         | Acción/Suspense             | 1h 44 m  |
| 1995 | Les cent et une nuits de Simon Cinéma                 | Actriz                    | Francia        | Agnès Varda                          | Historia/Romance            | 1h 41 m  |
| 1994 | Desvío al paraíso                                     | María                     | España         | Gerardo Herrero                      | Suspense                    | 1h 37 m  |
| 1994 | Nostradamus                                           | Anne                      | Reino Unido    | Roger Christian                      | Drama                       | 1h 59 m  |
| 1993 | Havanera 1820                                         | Yvonne Duchamp            | España         | Antoni Verdaguer                     | Historia/ Drama             | 2h 35 m  |
| 1992 | El maestro de esgrima                                 | Adela de Otero            | España         | Pedro Olea                           | Suspense/ Historia          | 1h 35 m  |
| 1992 | Yo, la peor de todas                                  | Sor Juana Inés de la Cruz | Argentina      | María Luisa Bemberg                  | Drama/Romance               | 1h 45 m  |
| 1989 | Orquídea salvaje                                      | Hannah Munch              | Estados Unidos | Zalman King                          | Drama/Romance               | 1h 45 m  |
| 1987 | Balada da Praia dos Cães                              | Mena                      | Portugal       | José Fonseca e Costa                 | Crimen/Drama                | 1h 22 m  |
| 1985 | Crónica sentimental en rojo                           | Blanca Bassadoga          | España         | Francesc Rovira i Beleta             | Drama/ Intriga              | 1h 40 m  |
| 1986 | Matador                                               | María Cardenal            | España         | Pedro Almodóvar                      | Comedia negra               | 1h 37 m  |
| 1986 | Lola                                                  | Silvia                    | España         | Bigas Luna                           | Drama/ Suspense             | 1h 46 m  |
| 1985 | La vieja música                                       | Luz                       | España         | Mario Camus                          | Drama/ Romance/ Baloncesto  | 1h 44 m  |
| 1985 | Extramuros                                            | Invitada                  | España         | Miguel Picazo                        | Drama                       | 1h 58 m  |
| 1984 | El jardín secreto                                     | Lucía                     | España         | Carlos Suárez                        | Drama                       | 1h 40 m  |
| 1983 | Coto de caza                                          | Adela                     | España         | Jorge Grau                           | Thriller/ Cine quinqui      | 1h 45 m  |
| 1983 | Soldados de plomo                                     | Elena                     | España         | José Sacristán                       | Drama                       | 1h 35 m  |
| 1981 | Dulces horas                                          | Berta-Teresa              | España         | Carlos Saura                         | Drama                       | 1h 46 m  |
| 1981 | Vecinos                                               | Aurora                    | España         | Alberto Bermejo                      | Comedia                     | 1h 24 m  |
| 1981 | La cripta                                             | Isabel Peraplana          | España         | Cayetano Del Real                    | Intriga                     | 1h 50 m  |
| 1980 | Pepi, Luci, Bom y otras chicas del montón             | Nuria                     | España         | Pedro Almodóvar                      | Comedia                     | 1h 22 m  |
| 1979 | El crimen de Cuenca                                   | Manuela                   | España         | Pilar Miró                           | Drama histórico             | 1h 32 m  |

| Año  | Categoría                                  | Premio                                                              | Serie/Película                                                      | Resultado |
| ---- | ------------------------------------------ | ------------------------------------------------------------------- | ------------------------------------------------------------------- | --------- |
| 2017 | Medalla de honor                           | Medallas del Círculo de Escritores Cinematográficos                 | Medallas del Círculo de Escritores Cinematográficos                 | Ganadora  |
| 2013 | Premio Honorífico Luis Ciges               | VI Festival Internacional de Cine Bajo la Luna-Islantilla Cinefórum | VI Festival Internacional de Cine Bajo la Luna-Islantilla Cinefórum | Ganadora  |
| 2010 | Mejor actriz                               | XIII Festival Nacional de Cortometrajes de Astorga                  | Champagne Supernova                                                 | Nominada  |
| 2009 | Mejor actriz de reparto                    | Premios Gaudí                                                       | Trash                                                               | Nominada  |
| 2005 | Premio Honorífico Costa de Azahar          | Festival Internacional de Cinema de Comedia de Peñíscola            | Festival Internacional de Cinema de Comedia de Peñíscola            | Ganadora  |
| 2005 | Premio Honorífico Nacho Martínez           | Festival Internacional de Cine de Gijón                             | Festival Internacional de Cine de Gijón                             | Ganadora  |
| 1998 | Mejor actriz protagonista                  | Premios Cóndor de Plata                                             | Momentos robados                                                    | Nominada  |
| 1995 | Mejor actriz de cine                       | Premios ACE                                                         | Para Elisa                                                          | Ganadora  |
| 1994 | Mejor actriz                               | Festival de Cine de Suspense de Cognac                              | El maestro de esgrima                                               | Ganadora  |
| 1993 | Mejor actriz de televisión                 | Fotogramas de Plata                                                 | Para Elisa                                                          | Nominada  |
| 1992 | Mejor actriz                               | Premios ADIRCAE                                                     | El maestro de esgrima                                               | Ganadora  |
| 1992 | Mejor interpretación femenina protagonista | Premios Goya                                                        | El maestro de esgrima                                               | Nominada  |
| 1990 | Mejor actriz                               | Premios TP de Oro                                                   | Brigada Central                                                     | Nominada  |
| 1986 | Mejor actriz española                      | Premios Sant Jordi                                                  | Matador                                                             | Ganadora  |
| 1983 | Mejor actriz de cine                       | Fotogramas de Plata                                                 | Soldados de plomo                                                   | Nominada  |
| 1982 | Mejor interpretación en película española  | Premios Sant Jordi                                                  | Dulces horas & Vecinos                                              | Ganadora  |
| 1981 | Mejor actriz                               | Medallas del Círculo de Escritores Cinematográficos                 | Vecinos                                                             | Ganadora  |

## Reconocimientos
- En 2019 fue reconocida como Miembro de Honor de la Acadèmia del Cinema Català.[4]

## Otras fuentes
- Con el correo digital renace la palabra escrita. Entrevista en El País (03/10/2002)
- En un plató el actor de cine se siente huérfano. Entrevista en El País (11/06/2007)